# Medlánecká naučná stezka
Medlánecká naučná stezka je naučná stezka v Medlánkách, místní části Brna. Její celková délka je cca 4,3 km a nachází se na ní 10 zastavení. Vybudována byla v letech 2001 a 2002. Trasa není v terénu nijak značena, pouze na úvodním infopanelu se nachází mapka. Stezka je z počátku souběžná se zelenou turistickou značkou, od rozcestí U obrázku se žlutou značkou a od přírodní památky Medlánecké kopce k zámečku znovu se zelenou značkou.

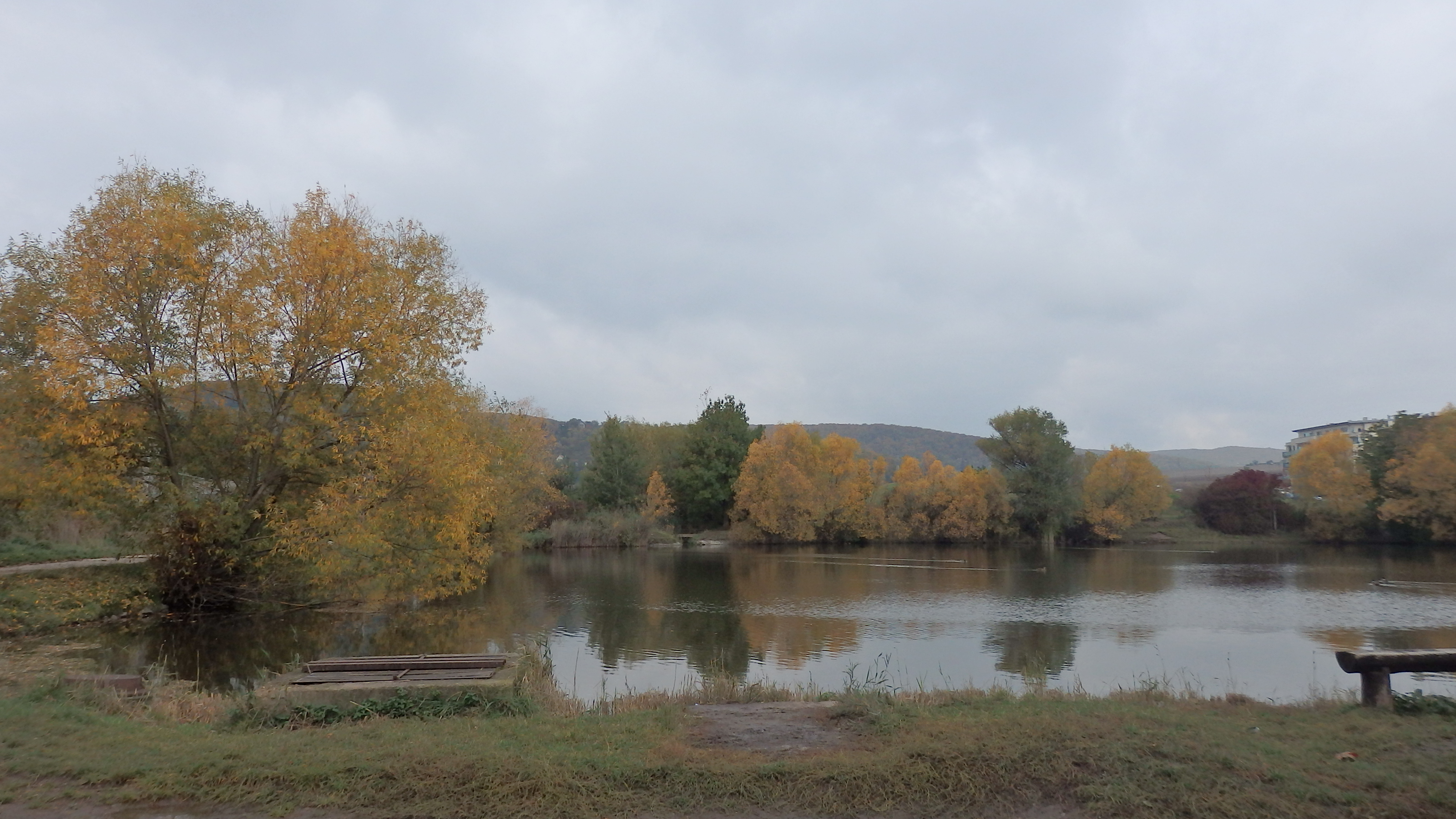
Medlánecký rybník

## Vedení trasy
Trasa začíná u kruhového objezdu nedaleko zámku. Odtud vede Rysovou ulicí k Medláneckému rybníku a posléze ulicí Vycházková okrajem zahrádkářské kolonie proti proudu Medláneckého potoka až k Perglu k tamní studánce. NS odtud míří na rozcestí U Obrázku, před nímž se stáčí prudce doleva a přes zahrádkářskou kolonii vede do ulice Turistická. Při napojení na tuto ulici se stáčí vpravo a po pár metrech se stáčí doleva a silničkou okrajem zahrádkářské kolonie na rozcestí Medlánecké kopce-sedlo. Na rozcestí zahýbá vlevo a po zelené turistické značce míří přes PP Medlánecké kopce do zámeckého parku, podél silnice Hudcova ke škole a po ulici Jabloňová k Mokřadu Jabloňová. Dále po ulici Jabloňové a Suchého ke Zvonici na ulici Kytnerova, odbočuje vlevo a kolem Sýpky a Panského dvora zpátky na kruhový objezd, kde NS začínala.

## Zastavení
- Vstupní panel a popis trasy
- Historie Medlánek
- Medlánecký rybník
- Přírodní park Baba
- Rozcestí U Obrázku
- Letiště Medlánky
- Přírodní památka Medlánecké kopce
- Zámeček
- Mokřad Jabloňová
- Zvonice na ulici Kytnerova
- Sýpka, Panský dvůr